# Хоккей на траве на Всеафриканских играх 1991
Соревнования по хоккею на траве на Всеафриканских играх 1991 проходили с 20 сентября по 1 октября 1991 года в городе Каир (Египет) среди мужских команд. В турнире приняло участие 5 мужских команд.
Победителем в 1-й раз в своей истории стала сборная Египта, второе место заняла сборная Кении, бронзовые медали завоевала сборная Зимбабве.
Турнир по хоккею на траве также являлся квалификационным соревнованием для участия в Олимпийских играх 1992. Квалификацию получали одна команда — победитель турнира; соответственно, её получила сборная Египта.

## Медалисты
|         | Золото | Серебро | Бронза   |
| ------- | ------ | ------- | -------- |
| Мужчины | Египет | Кения   | Зимбабве |

## Регламент соревнований
Команды в одной группе играют между собой по круговой системе в один круг. Начисление очков: за победу — 3 очка, за ничью — 1 очко, за поражение — 0 очков. При равенстве очков преимущество получает команда с лучшей разницей забитых и пропущенных мячей.

## Результаты игр
результаты конкретных игр не найдены

#### Итоговая таблица
| Место | Сборная  |
| ----- | -------- |
| 1     | Египет   |
| 2     | Кения    |
| 3     | Зимбабве |
| 4     | Гана     |
| 5     | Нигерия  |